# Nesogordonia thouarsii
Nesogordonia thouarsii är en malvaväxtart som först beskrevs av Henri Ernest Baillon, och fick sitt nu gällande namn av René Paul Raymond Capuron. Nesogordonia thouarsii ingår i släktet Nesogordonia och familjen malvaväxter. Inga underarter finns listade i Catalogue of Life.